# 톰페아

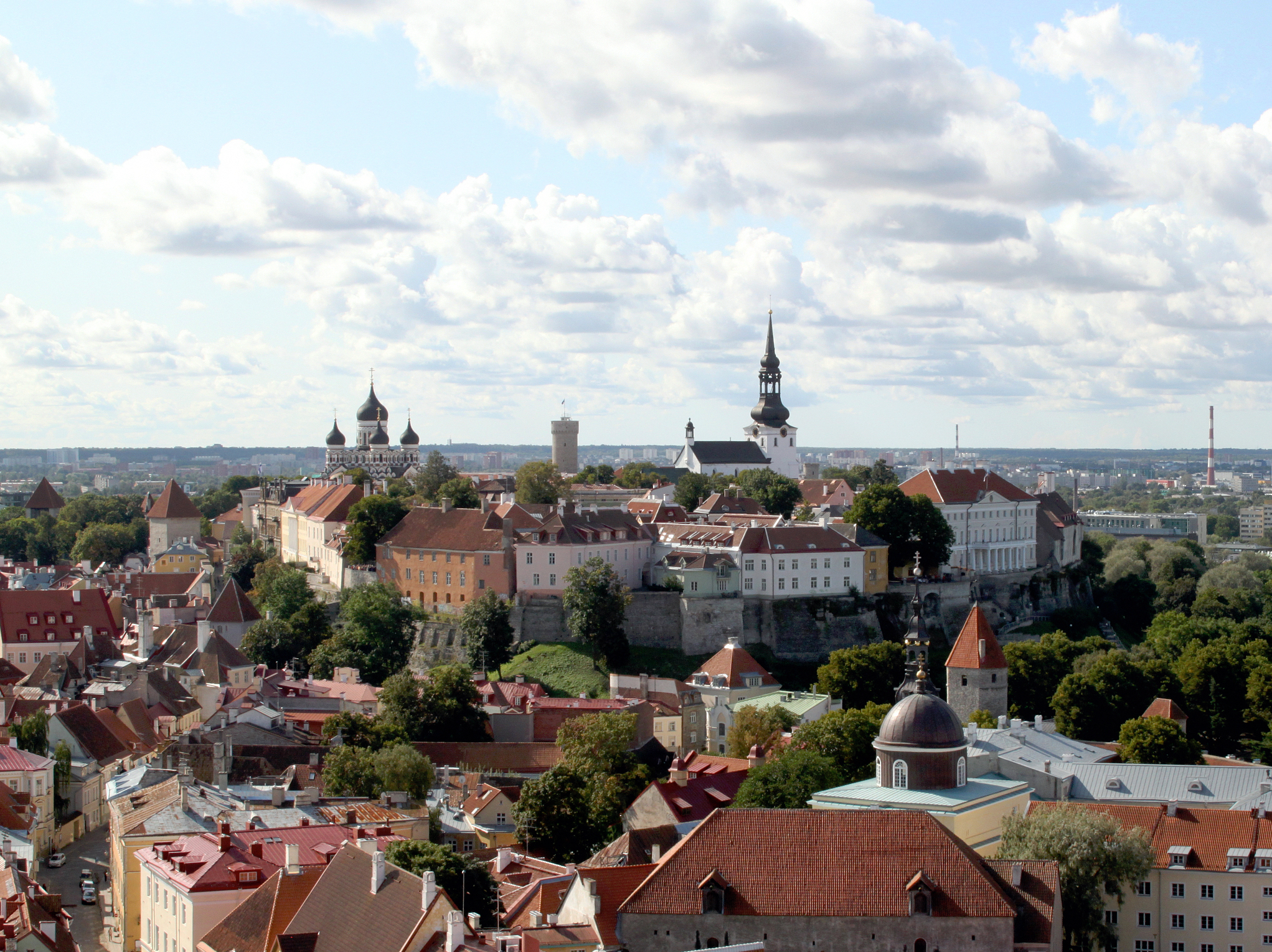
톰페아 성

톰페아(에스토니아어: Toompea)은 에스토니아 탈린 중앙에 있는 언덕이다.

## 같이 보기
- 톰페아성